# Associazione Calcio Treviso 1991-1992
Questa voce raccoglie le informazioni riguardanti l'Associazione Calcio Treviso nelle competizioni ufficiali della stagione 1991-1992.

## Stagione
L'Associazione Calcio Treviso nella stagione 1991-1992 ha partecipato alle seguenti competizioni ufficiali:
- Interregionale (Girone B) dove giunge al nono posto con 34 punti. Il campionato è stato vinto dal Giorgione.
- Coppa Italia Dilettanti nella quale viene eliminata al primo turno.

## Divise e sponsor
Lo Sponsor tecnico è Diadora e lo sponsor ufficiale è Marazzato Treviso.
| Casa |

## Rosa
| N. |                   | Ruolo | Calciatore        |
| -- | ----------------- | ----- | ----------------- |
|    | Italia (bandiera) | P     | Enrico Corona     |
|    | Italia (bandiera) | P     | Fabrizio Pizzolon |
|    | Italia (bandiera) | D     | Fabiano Ballarin  |
|    | Italia (bandiera) | D     | Dario Biasi       |
|    | Italia (bandiera) | D     | Marco Bignone     |
|    | Italia (bandiera) | D     | Riccardo Delfini  |
|    | Italia (bandiera) | D     | Paolo Nardelotto  |
|    | Italia (bandiera) | D     | Christian Pettenò |
|    | Italia (bandiera) | D     | Fabrizio Tardini  |
|    | Italia (bandiera) | C     | Daniele Battaggia |
|    | Italia (bandiera) | C     | Fabio Bolletta    |

| N. |                   | Ruolo | Calciatore                 |
| -- | ----------------- | ----- | -------------------------- |
|    | Italia (bandiera) | C     | Paolo Bortoluzzi           |
|    | Italia (bandiera) | C     | Gianni Bonfante (capitano) |
|    | Italia (bandiera) | C     | Nello Cianci               |
|    | Italia (bandiera) | C     | Marco De Stefani           |
|    | Italia (bandiera) | C     | Luca Giovanelli            |
|    | Italia (bandiera) | C     | Cristiano Graziano         |
|    | Italia (bandiera) | C     | Claudio Grillone           |
|    | Italia (bandiera) | C     | Umberto Salamone           |
|    | Italia (bandiera) | C     | Vinicio Verza (capitano)   |
|    | Italia (bandiera) | A     | Nunzio Barbarossa          |
|    | Italia (bandiera) | A     | Massimo Barbuti            |